# Olios chubbi
Olios chubbi là một loài nhện trong họ Sparassidae.
Loài này thuộc chi Olios. Olios chubbi được Roger de Lessert miêu tả năm 1923.